# Samsung Fire & Marine Insurance
Die Samsung Fire & Marine Insurance (SFMI, koreanisch 삼성화재해상보험) ist ein südkoreanisches Versicherungsunternehmen mit Sitz in Seoul. Es ist eine Tochtergesellschaft der Samsung Group. Das Angebotsportfolio umfasst Kfz-Versicherungen, Langzeitversicherungen, allgemeine Versicherungen (Gewerbeversicherungen), Unternehmensrisikomanagement und Rentenversicherungen.
Das Unternehmen gehört zu den größten Versicherern der Welt, was den erwirtschafteten Umsatz angeht.

## Geschichte
Das am 26. Januar 1952 unter dem Namen „Korea Anbo Fire Marine Reinsurance Co.“ gegründete Unternehmen änderte seinen Namen im Dezember 1993 nach der Übernahme durch die Samsung Group im Jahr 1958 in Samsung Fire & Marine Insurance Co., Ltd.
Samsung Fire & Marine Insurance betreibt Sach- und Unfallversicherungen sowie Haftpflichtversicherungen gemäß dem Korea Insurance Business Act und bietet darüber hinaus Finanzdienstleistungen und -instrumente an, die nach den nationalen Gesetzen und Vorschriften, einschließlich des Korea Financial Investment Services and Capital Markets Act, zugelassen sind.
Im Jahr 2015 hatte Samsung Fire & Marine Insurance sieben Tochtergesellschaften in Indonesien, Vietnam, China, Brasilien, Europa, den USA und Singapur.
SFMI gab am 20. Oktober 2019 bekannt, dass es am 16. Oktober eine zusätzliche Investition von 110 Millionen US-Dollar in das US-Unternehmen Canopius getätigt hatte. Im November 2018 investierte das Unternehmen bereits 150 Millionen US-Dollar in den viertgrößten Akteur auf dem britischen Lloyd’s-Markt und wurde Mitglied des Vorstands.
2025 gab das Unternehmen an, der größte Sach- und Unfallversicherer in Korea zu sein und über ein weltweites Netzwerk mit rund 20 Niederlassungen in 11 Ländern zu verfügen.

## Aktionärsstruktur
Mit Stand August 2025 waren folgende Hauptaktionäre bekannt:
| Aktionär                                  | Anteile   | Anteile in % | Wert in Won |
| ----------------------------------------- | --------- | ------------ | ----------- |
| SAMSUNG FIRE & MARINE INSURANCE CO., LTD. | 7,546,541 | 15,93 %      | 2 427 M ₩   |
| SAMSUNG LIFE INSURANCE CO., LTD.          | 7,099,808 | 14,99 %      | 2 283 M ₩   |
| National Pension Service of Korea         | 3,222,035 | 6.801 %      | 1 036 M ₩   |
| TOKIO MARINE HOLDINGS, INC.               | 1,488,150 | 3.141 %      | 479 M ₩     |
| Samsung Foundation of Culture             | 1,451,241 | 3.063 %      | 467 M ₩     |
| Samsung Welfare Foundation                | 170,517   | 0.3599 %     | 55 M ₩      |
| Nordea Investment Management AB           | 115,729   | 0.2443 %     | 37 M ₩      |
| Mackenzie Investments Asia Ltd.           | 90,295    | 0.1906 %     | 29 M ₩      |
| State Street Global Advisors Ltd.         | 78,271    | 0.1652 %     | 25 M ₩      |
| Sjunde AP-fonden                          | 66,233    | 0.1398 %     | 21 M ₩      |